# Wolffia angusta
Wolffia angusta là một loài thực vật có hoa trong họ Ráy (Araceae). Loài này được Landolt miêu tả khoa học đầu tiên năm 1980.